# Svěcený rybník
Svěcený rybník je rybník v Středočeském kraji, v okrese Kutná Hora. Nachází se asi 0,9 kilometru severně vzdušnou čarou od centra obce Černíny, asi 0,7 kilometru od ZSJ Zavadilka a asi 0,6 km jihozápadně od obce Předbořice. Od Kutné Hory je rybník vzdálen asi 11,5 kilometrů jižně vzdušnou čarou (asi 13,5 kilometrů po silnici).

## Popis

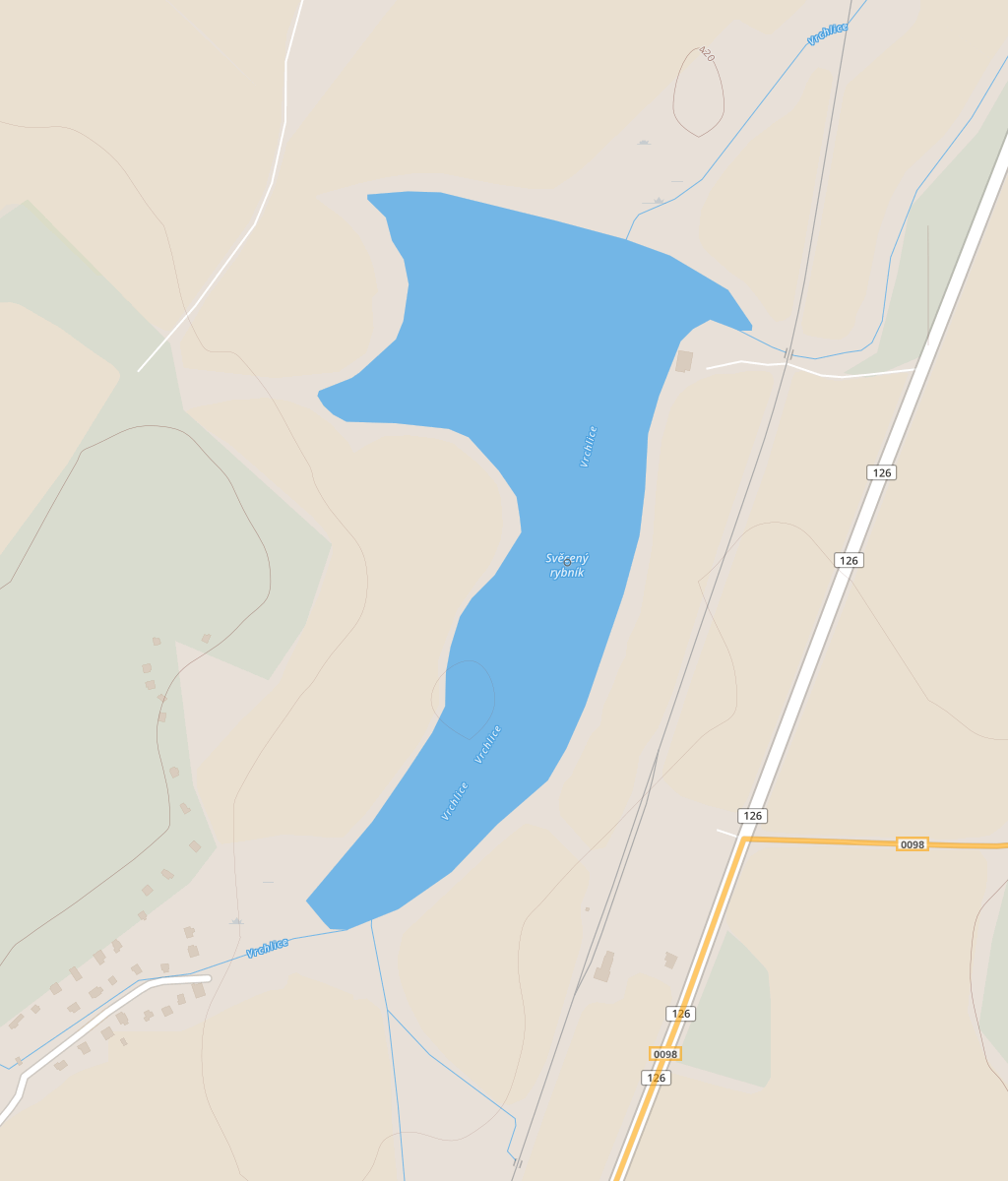
Schéma Svěceného rybníka

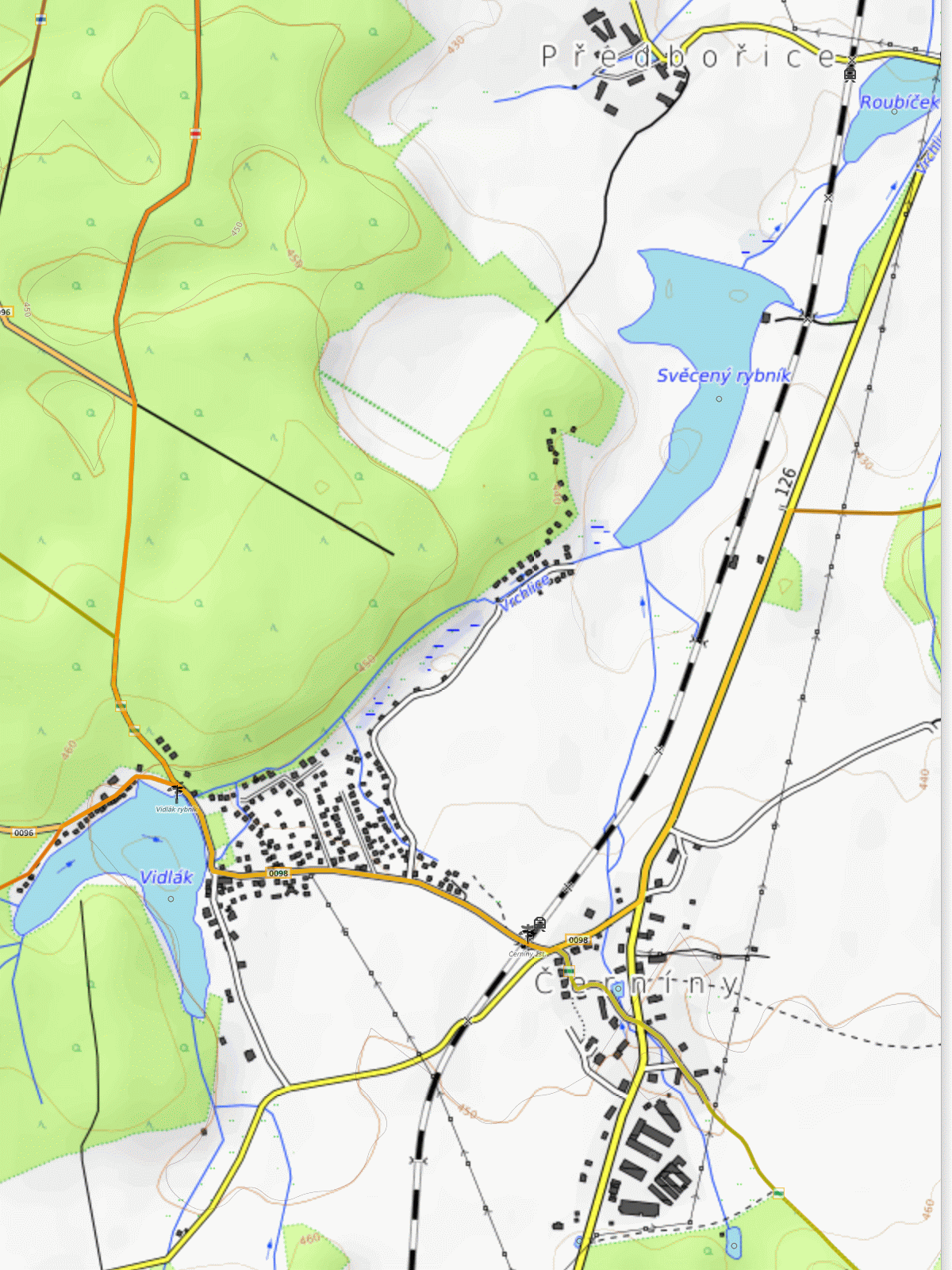
Svěcený rybník: přítoky a odtoky, cesty. Okolní rybníky Vidlák a Roubíček

Rozloha rybníka je 8,1 hektarů, celkový objem činí 170 tis. m³, retenční objem je 34 tis. m³.
Leží v nadmořské výšce přibližně 428 metrů. Rybník je napájen říčkou Vrchlicí, která do rybníka přitéká od jihozápadu z nedalekého rybníka Vidlák. Druhý bezejmenný přítok vede od jihu, z malého rybníčku v centru obce Černíny a do Svěceného rybníka ústí jen asi 25 metrů od přítoku Vrchlice. Odtoky z rybníka jsou také dva: u východního okraje hráze a zhruba v třetině hráze. Tento druhý odtok napájí jen asi 300 metrů severovýchodním směrem vzdálený menší rybník Roubíček, zatímco Vrchlice teče těsně podél silnice II/126 u východního břehu rybníka Roubíček. V ZSJ Zavadilka přibírá zprava krátký bezejmenný přítok, zatímco do odtoku z rybníka Roubíček ústí zleva Předbořický potok a krátce nato (asi 400 metrů severně od rybníka Roubíček) se tyto dva odtoky opět spojují do říčky Vrchlice.
Svěcený rybník má výrazně protáhlý tvar: na délku má téměř 600 metrů, šířka se většinou pohybuje do 100 metrů, jen zhruba třetina u hráze má šířku větší než 200 metrů. Je orientován zhruba od jihu na sever (resp. na severoseverovýchod). Hráz je na severní straně a od západu k východu má délku asi 290 metrů. Co do rozlohy (nikoli objemu zadržované vody) jde o největší rybník na Vrchlici. V bezprostředním okolí rybníka jsou pole, ale nedaleko od západního břehu již začíná výběžek rozsáhlého komplexu Švabínovského lesa, v kterém se rozkládají rekreačně velmi významný rybník Vidlák, menší Pastvický rybník a několik dalších lesních rybníků. (Ve starších průvodcích se tento les uvádí jako Michlovecký, viz např. průvodce Kutnohorsko a Střední Polabí).)

## Chatová osada a rybářské středisko
U jižního okraje rybníka se na obou březích Vrchlice rozkládá menší starší chatová osada (cca 30 chat). Asi 150 jihozápadně (proti proudu Vrchlice) se již objevují první chaty z mnohem větší chatové osady Vidlák, která se v 60. a 70. letech 20. století tak rozrostla, že se obě chatové osady téměř spojily. Zejména těmito osadníky byl
Svěcený rybník využíván pro rekreační účely (ke koupání), byť zdaleka ne tolik jako nedaleký Vidlák.
Asi v roce 2012 zde byl vybudován nový soukromý revír s rybářskými sruby po obvodu rybníka, s možnost intenzivního rybolovu (kapr, štika, candát, sumec, amur, tolstolobik, úhoř říční, pstruh duhový a obecný, lín, siven, jeseter ruský a jeseter sibiřský.). U severovýchodního okraje rybníka bylo postaveno zděné rybářské centrum a stylová restaurace Rybářská bašta. Součástí restaurace je též terasa s výhledem na cely rybník, venkovní posezení u vodní plochy, vybavené grily a je zde též možnost ubytování. Kousek od budovy byl zejména pro děti návštěvníků zbudován výběh, kde jsou k vidění domácí a hospodářská zvířata (kozy, ovce, prasata, husy, slepice ad.).

## Bývalá železniční stanice

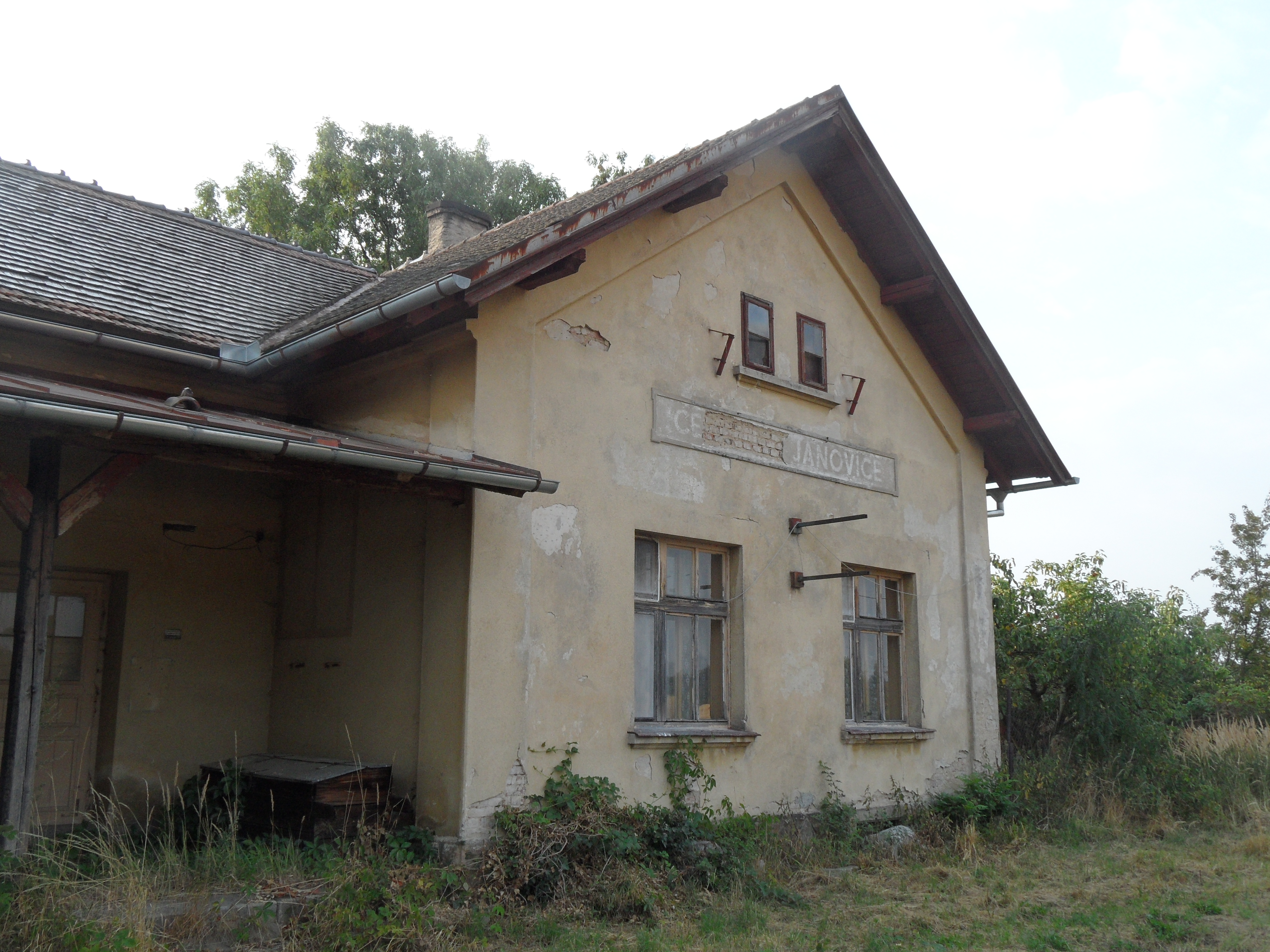
Budova býv. žel. st. Červené Janovice se zbytky nápisu

Prakticky rovnoběžně s východním břehem, ve vzdálenosti 50 až 100 metrů vede železniční trať č. 235 z Kutné Hory do Zruče nad Sázavou. Na této železniční trati se u jižního okraje rybníka (na kilometru 17,748) nacházela železniční stanice nazvaná Červené Janovice (ač obec Červené Janovice je odsud značně vzdálena). Když ještě neexistovala železniční zastávka Černíny, po část této doby se nazývala též Červené Janovice-Černíny. Na této trati patřila stanice spíše mezi větší: byla zde výpravní budova s příručním skladištěm, vedlejší budova, studna, vodní jeřáb, čisticí jáma a později též nakládací rampa. V 60. a 70. letech 20. století byla stanice poměrně hodně využívána jak chataři, tak dalšími rekreanty. S růstem počtu osobních automobilů počet cestujících klesal, takže nakonec od platnosti jízdního řádu 1990/91 zde byla osobní doprava zrušena a zůstalo jen nákladiště pro (občasnou) nákladní dopravu. Od stejného jízdního řádu byla naopak zřízena (zhruba o kilometr severněji) nová železniční zastávka Předbořice, která se nachází u východního břehu rybníka Roubíček a je proto mnohem lépe dostupná pro stále obyvatele ZSJ Zavadilka a obce Předbořice. Budova stanice se však dochovala v relativně dobrém stavu a je na ní zčásti čitelný i původní nápis „Červené Janovice“.
Přístup k rybníku: jen o 50 až 100 metrů východně od tělesa železniční trati vede silnice II/126, rybník je proto nejlépe přístupný autem. Při příjezdu od severu (od Kutné Hory) se krátká (cca 125 metrů) odbočka vpravo k Rybářské baště nachází asi 0,5 km za Zavadilkou, Při příjezdu od jihu (od Zbraslavic) je odbočka asi 1,1 km za obcí Černíny, případně lze odbočit již asi po 0,6 km a zaparkovat u bývalé železniční stanice, odsud je to jen několik desítek metrů k jižnímu okraji rybníka. Protože stanice Červené Janovice již neexistuje, při cestě vlakem je nyní nejvhodnější vystoupit na zastávce Předbořice, z které je to asi 0,4 km k severní straně rybníka. Případně lze jet až na zastávku Černíny a poté se vrátit asi 0,8 km k jižnímu břehu rybníka. Od rybníka Vidlák lze dojít k jižnímu okraji Svěceného rybníka cestou podél Vrchlice, která většinu trasy vede kolem chat. Přímo okolo rybníka nevede žádná značená turistická trasa. Z obce Černíny vede cyklotrasa 0098, ta však nedaleko budovy bývalé železniční stanice odbočuje na místní komunikaci do Opatovic, tedy na opačnou stranu od rybníka.

## Fotogalerie

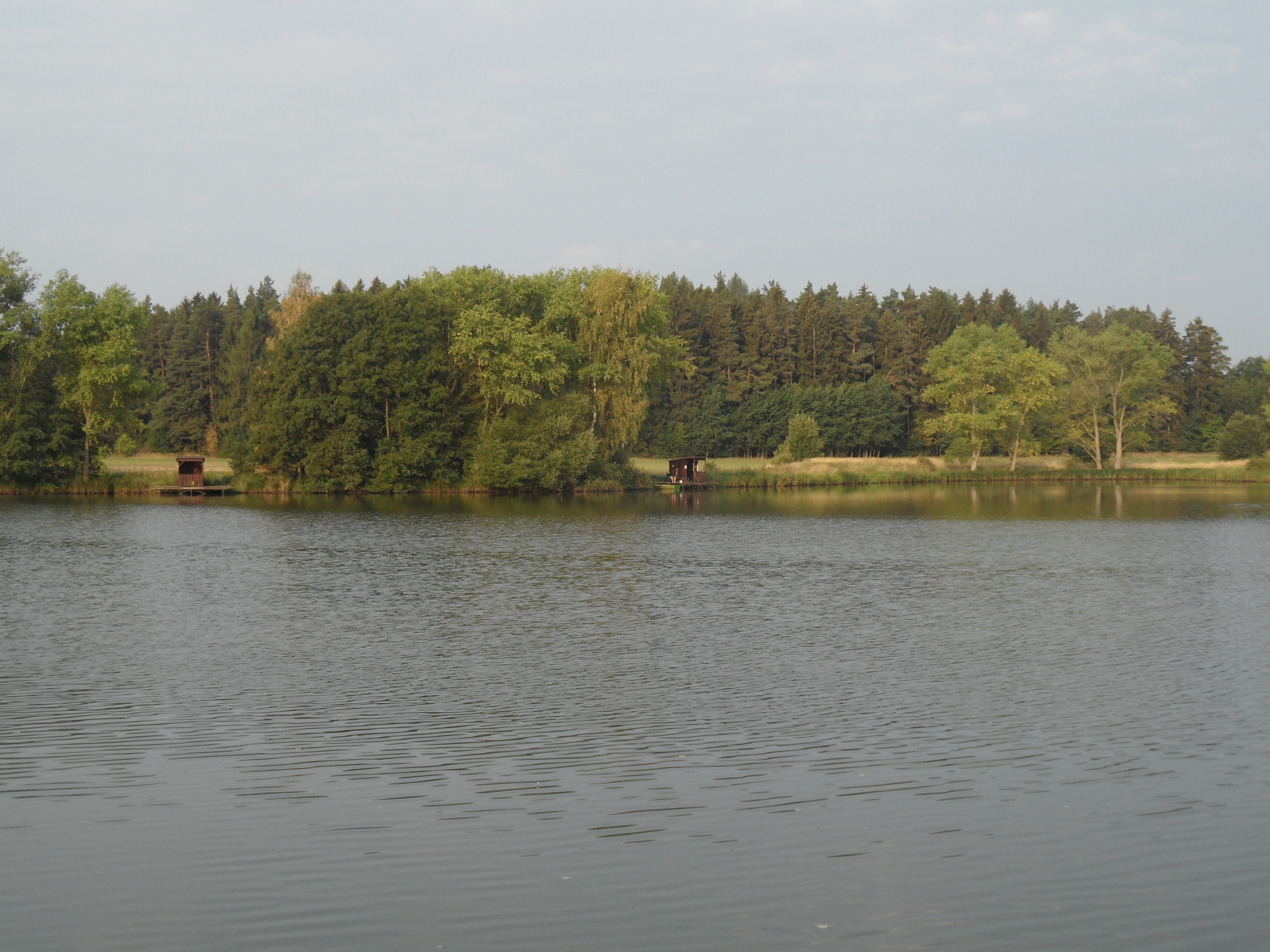
Západní břeh Svěceného rybníka
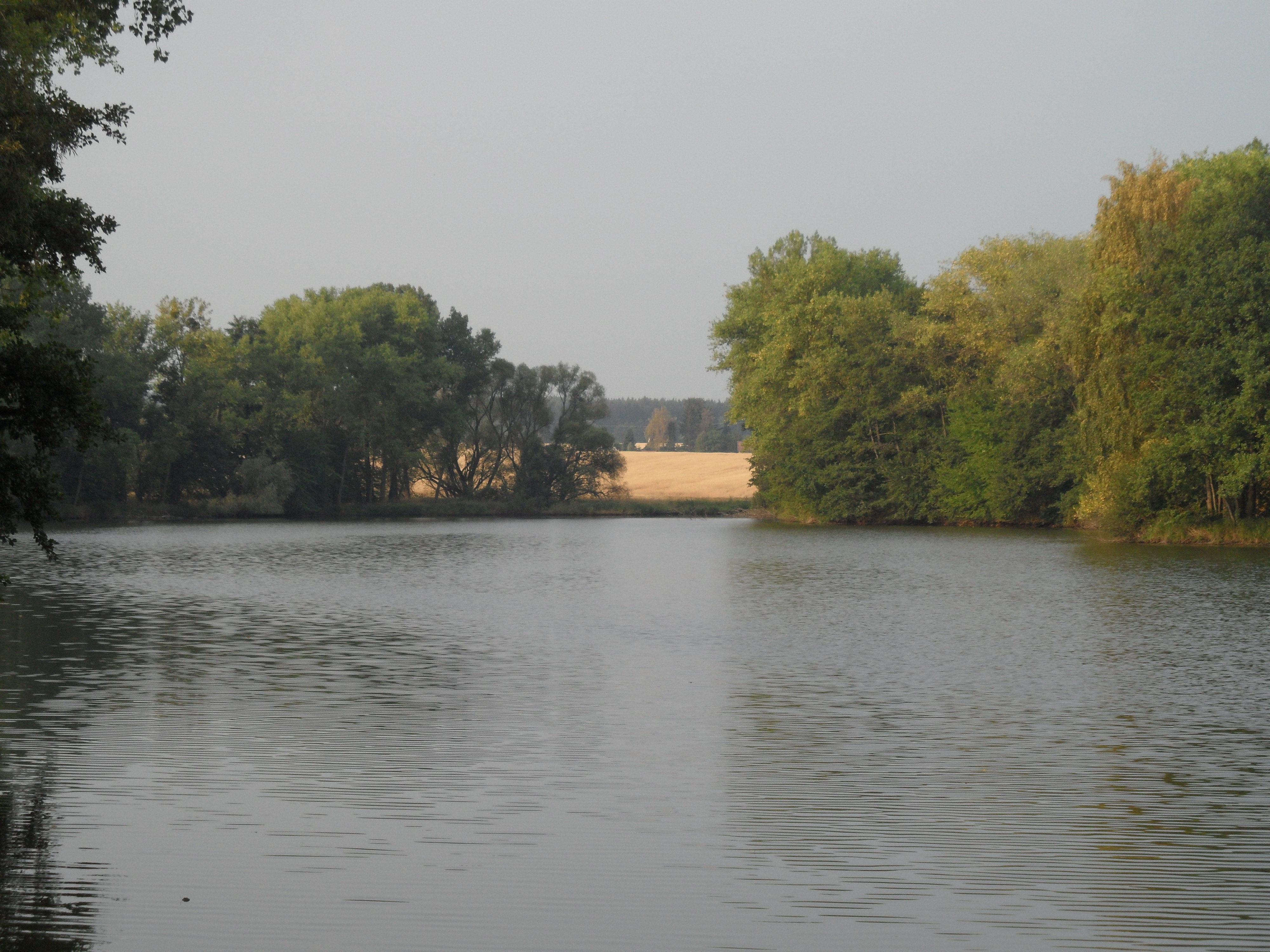
Jižní část Svěceného rybníka
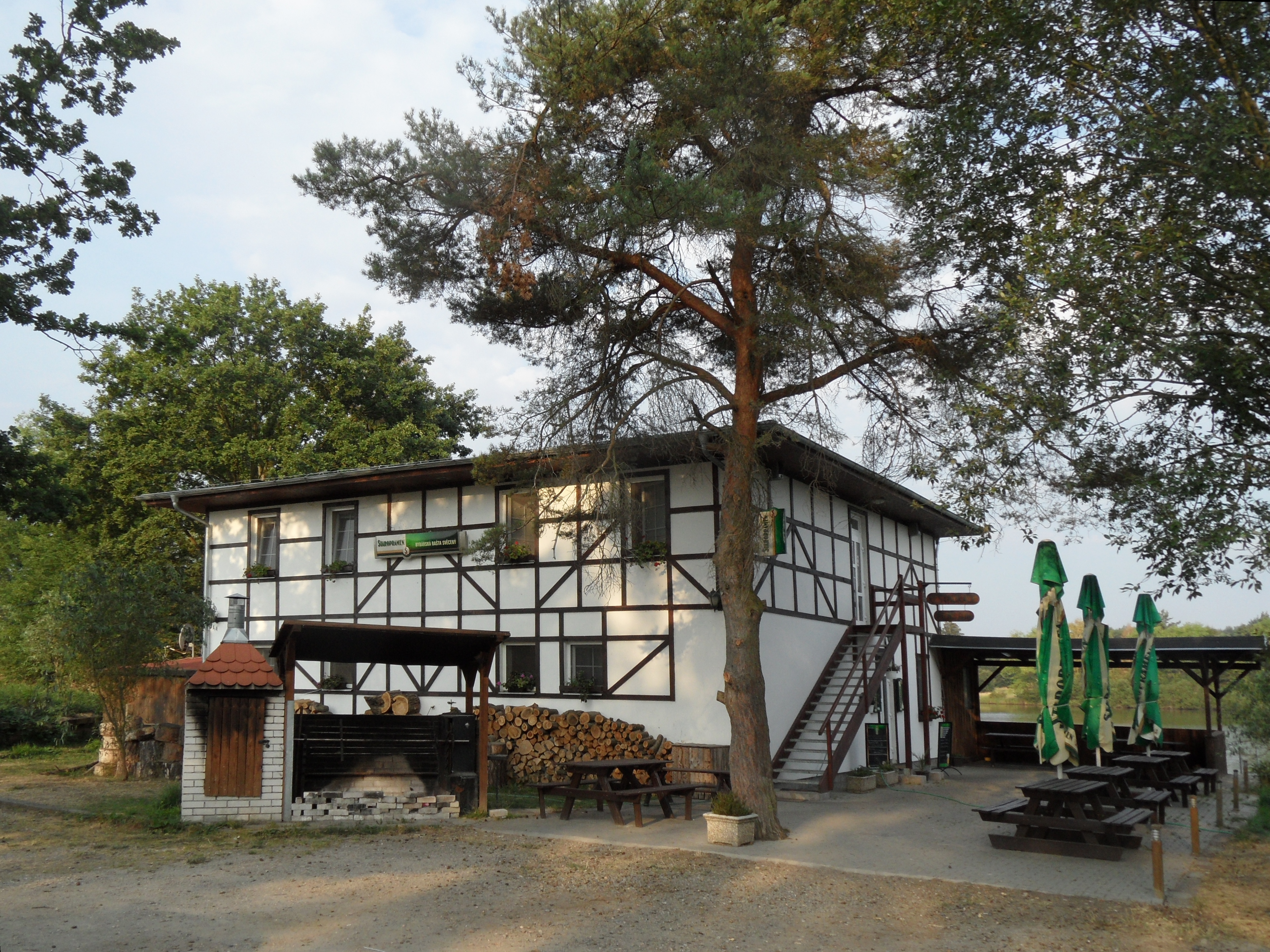
Rybářská bašta
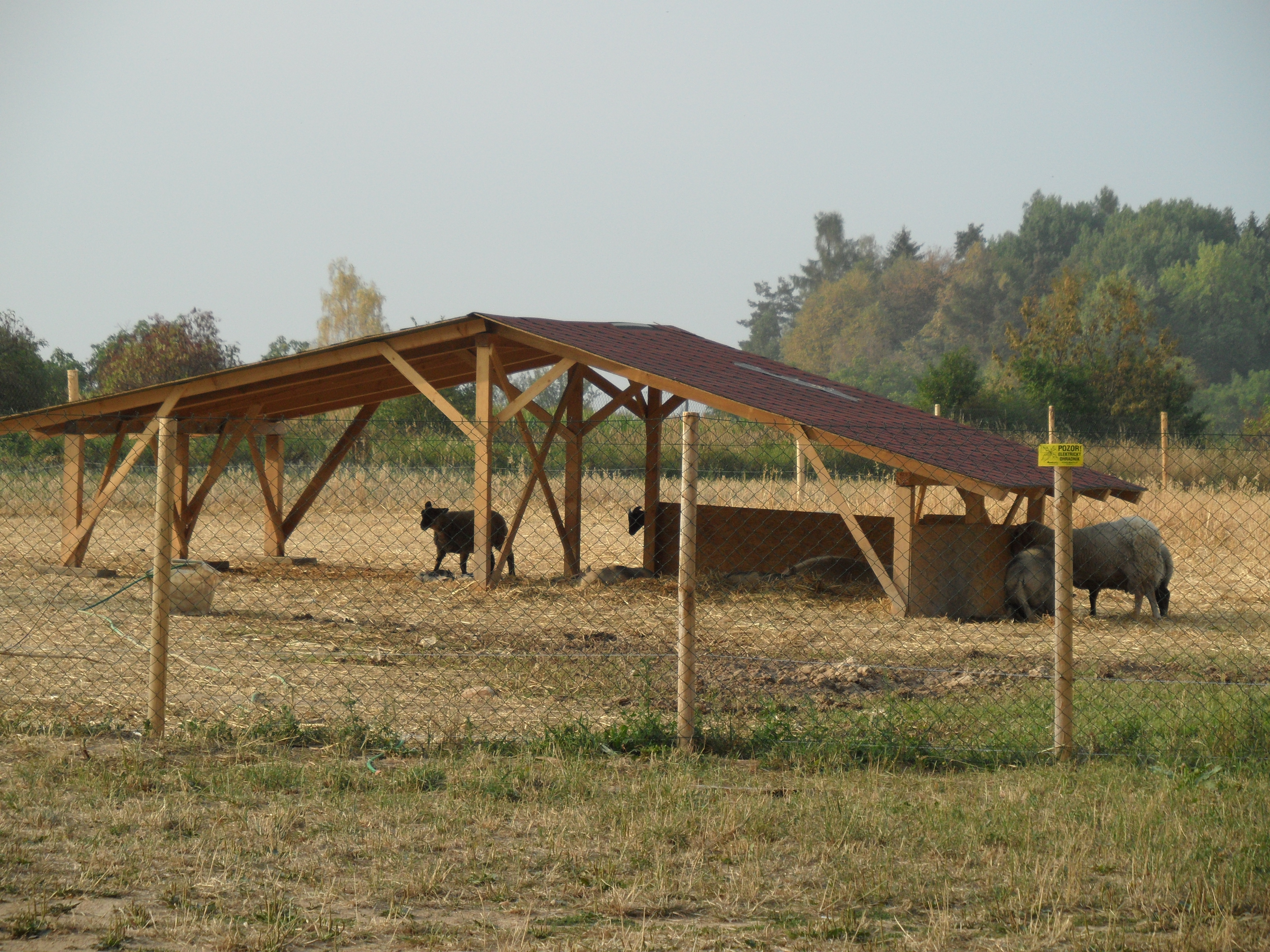
Výběh zvířat